# Provinz Satsuma

Ehemalige Provinz Satsuma (heute Teil der Präfektur Kagoshima)

Satsuma (jap. 薩摩国, Satsuma no kuni) oder Sasshū (薩州) war eine der historischen Provinzen Japans und lag auf dem Gebiet der heutigen Präfektur Kagoshima auf Kyūshū.

## Geschichte
Im Jahr 702 fand ein Aufstand der Hayato in der Region statt und die Chronik Shoku Nihongi schreibt darüber:

「八月丙申、朔。薩摩・多褹。隔化逆命。於是発兵征討。遂校戸置吏焉。」

„8. Monat, 1. Tag: Satsuma und Tane brachen die Beziehung und gehorchten nicht dem Befehl des Königs. Also schickte (die Regierung) eine Armee aus, eroberte sie, zählte die Bevölkerung und setzte Beamte ein.“

Satsuma wurde daraufhin von der Provinz Hyūga abgespalten und ein Gouverneur zur Verteidigung dieses Grenzlandes (唱更国司) berufen. In 11 von 13 Bezirken (kōri/gun) lebten die Hayato und nur in den Bezirken Izumi (出水郡) und Taki (高城郡) nördlich des Flusses Sendai-gawa wurden Bürger aus anderen Provinzen angesiedelt. Dies lässt sich auch daran erkennen, dass die Dörfer Kōshi (合志), Akita (飽多), Uto (宇土) und Takuma (託萬) im Bezirk Taki, Namen von Bezirken in der nördlichen Provinz Higo hatten. Die Provinzhauptstadt (kokufu) befand sich ebenfalls im Bezirk Taki beim heutigen Satsumasendai.
Die Provinz wurde von 1197 an von den Shimazu als Shugo bzw. später Daimyō beherrscht, ab 1602 als Teil des Lehens Satsuma, das auch die angrenzende Provinz Ōsumi umfasste. 1871 fiel die Provinz bei der Abschaffung des Feudalsystems und der Einrichtung der Präfekturen der Präfektur Kagoshima zu.

## Sonstiges
Die Provinz Satsuma war auch Namensgeber der Satsuma-Mandarinen, da von dort Mitte des 19. Jahrhunderts die ersten Mandarinen-Bäumchen in die USA ausgeführt wurden.

## Umfang
Die Provinz Satsuma umfasste folgende spätere Landkreise (gun):
- Ata (阿多郡)
- Ei (頴娃郡)
- Hioki (日置郡)
- Ibusuki (揖宿郡)
- Isa (囎唹郡)
- Izaku (伊作郡)
- Izumi (出水郡)
- Kagoshima (鹿児島郡)
- Kawanabe (川辺郡)
- Koshikijima (甑島郡)
- Kiire (給黎郡)
- Satsuma (薩摩郡)
- Taki (高城郡)
- Taniyama (谿山郡)